# Crosscurrent
Crosscurrent (Chang jiang tu) è un film del 2016 diretto da Chao Yang.